# Joe Cocker (musikalbum)
Joe Cocker är ett musikalbum av Joe Cocker som lanserades i november 1972. Skivan har även släppts i Europa under titeln Something to Say. Albumet skall inte förväxlas med hans andra självbetitlade skiva Joe Cocker! från 1969. Fyra låtar på albumet, "Midnight Rider", "High Time We Went", "Pardon Me Sir" och "Woman to Woman" gick alla in på Billboard Hot 100-singellistan i USA, även om ingen av dem nådde en särskilt hög listplacering. "High Time We Went" gick bäst med placering #22.

## Låtlista
(kompositörens efternamn inom parentes)
1. "Pardon Me Sir" (Cocker/Stainton)
2. "High Time We Went" (Cocker/Stainton)
3. "She Don't Mind" (Cocker/Stainton)
4. "Black-Eyed Blues" (Cocker/Stainton)
5. "Something to Say" (Cocker/Nichols)
6. "Midnight Rider" (Allman)
7. "Do Right Woman" (Moman/Penn)
8. "Woman to Woman" (Cocker/Stainton)
9. "St. James Infirmary" (trad.)

## Listplaceringar
- Billboard 200, USA: #30[1]